# Fondazione Burri
La Fondazione Palazzo Albizzini Collezione Burri, detta Fondazione Burri, nasce nel 1978 per volontà dello stesso pittore Alberto Burri, con una prima donazione di 32 opere.

## La Fondazione e le sue sedi

### Il Consiglio di amministrazione
La Fondazione è stata riconosciuta con decreto del Presidente della Giunta Regionale dell'Umbria. Essa ha un consiglio di amministrazione composto da rappresentanti del Comune di Città di Castello, della Cassa di Risparmio, dell'Associazione per la Tutela dei Monumenti dell'Alta Valle del Tevere e dell'Università "La Sapienza" di Roma. Attualmente la Fondazione è diretta dallo storico dell'arte Bruno Cora'
La Fondazione organizza convegni e conferenze sull'arte antica, moderna e contemporanea, oltre a curare la pubblicazione di cataloghi e l'organizzazione di mostre su Alberto Burri.

### Palazzo Albizzini
Il Palazzo Albizzini risale alla seconda metà del XV secolo, ha una superficie totale di 1660 m² ripartita in tre piani ed ha un'impronta rinascimentale di influenza fiorentina.

L'edificio, acquisito dalla Cassa di Risparmio di Città di Castello che ne ha promosso il restauro, è stato poi consegnato in comodato gratuito alla Fondazione. Nell'intervento di restauro del monumento, (curato dagli architetti Alberto Zanmatti e Tiziano Sarteanesi), sono stati adottati accorgimenti che ne hanno consentito il recupero spaziale, e insieme la destinazione espositiva.

La finitura in intonaco di sabbia e calce lucidata alla cazzuola ha donato agli ambienti (precedentemente interessati da ripetuti interventi di riuso) un aspetto omogeneo, arricchito dagli elementi in pietra grigia.

### Ex Seccatoi del Tabacco
La sede espositiva realizzata negli Ex Seccatoi di Tabacco è stata inaugurata nel 1990 e completa la collezione di Palazzo Albizzini.

La struttura è stata costruita fra la fine degli anni cinquanta e la metà degli anni sessanta dalla Fattoria Autonoma Tabacchi per l'essiccazione del tabacco tropicale prodotto nell'Alta Valle del Tevere ed è stata dismessa negli anni settanta; l'attuale destinazione ha salvato da sicura distruzione le strutture architettoniche, interessante esempio di ingegneria industriale novecentesca.
Lo stabilimento, già in passato, aveva avuto impieghi legati alla tutela del patrimonio culturale. Nel 1966, a seguito dell'alluvione di Firenze, la Fattoria Autonoma Tabacchi offrì le attrezzature tecniche e il personale per il prosciugamento dei preziosi libri danneggiati della Biblioteca Nazionale Centrale, del materiale cartaceo del Tribunale Civile e Penale e della società editoriale "La Nazione". Vennero salvati migliaia di volumi grazie anche alla lunga esperienza professionale delle maestranze, tanto più efficace perché portata a termine in tempi ragionevolmente brevi grazie alla enorme capienza dei seccatoi.

Negli anni settanta i locali furono abbandonati, finché nel 1978 la società proprietaria concesse in uso gratuito all'artista un capannone, che nel 1979 fu aperto per la presentazione alla critica ed al pubblico del primo vasto ciclo pittorico, Il Viaggio.
Tutto il complesso fu acquisito dalla Fondazione Palazzo Albizzini nel 1989 ed ha preso subito l'avvio un progetto generale di recupero ed adattamento museale. Lo spazio espositivo, inaugurato nel luglio 1990, ospita 128 opere realizzate dal 1970 al 1993, comprendenti cicli pittorici e sculture monumentali, collocate anche sul prato all'esterno.

## Le collezioni
Le opere d'arte, patrimonio della Fondazione, sono state realizzate tra il 1948 e il 1990 e sono distribuite nelle due sedi.

### Palazzo Albizzini
La Collezione comprende circa 130 opere (pittura, scultura, grafica, bozzetti per scenografie e teatri) suddivise in venti sale e presentate secondo un ordine cronologico: i Catrami, le Muffe, i Sacchi, i Legni, i Ferri degli anni cinquanta, le Plastiche degli anni sessanta, i Cretti degli anni settanta, i Cellotex degli anni settanta-ottanta e i Multiplex.

All'interno di Palazzo Albizzini hanno sede una biblioteca specializzata sull'arte moderna e contemporanea, la fototeca di Alberto Burri e l'archivio con una vasta bibliografia sull'artista.

### Ex Seccatoi
All'interno delle sale sono esposti i cicli di grande formato realizzati da Alberto Burri tra il 1974 e il 1993. I padiglioni contengono 128 grandi opere suddivise per cicli: Il Viaggio (1979), Orsanmichele (1980), Sestante (1982), Rosso e Nero (1984), Cellotex T (1975-1984), Annottarsi (1985-1987), Non Ama il Nero (1988), Grandi Neri (1988-1990), Metamorfotex (1991) e Il Nero e l'Oro (1992-1993).

All'esterno dei padiglioni, dipinti in nero per volontà dello stesso Burri, sono collocate tre grandi sculture in ferro verniciato: Grande Ferro Sestante (1982), Grande Ferro K (1982) e Grande Ferro U (1990).

## L'attività culturale

### Conferenze e convegni
La Fondazione organizza periodicamente conferenze e convegni di aggiornamento sull'arte contemporanea in collaborazione con autorevoli istituzioni nazionali ed internazionali, collabora alla pubblicazione di cataloghi di mostre delle opere dell'artista, dei cataloghi e dei dépliant della Collezione. Ha redatto il volume Burri - Contributi al Catalogo... (vedi Bibliografia)

### Esposizioni
L'Istituzione opera per gestire e conservare l'esposizione permanente delle opere dell'artista e "per promuovere gli studi sull'arte del Maestro e la sua collocazione nel tempo".
A questo scopo la Fondazione gestisce l'apertura al pubblico delle due collezioni.
Le attività della Fondazione prevedono la curatela e la partecipazione a mostre di importanza internazionale con prestiti di opere e rapporti di collaborazione con altre istituzioni nazionali e internazionali, quali: Castello di Rivoli, Fondazione Fontana di Milano, Museo d'Arte Moderna Museion di Bolzano, M.A.R.T. - Museo d'Arte Moderna e Contemporanea di Trento e Rovereto, Galleria Nazionale d'Arte Moderna di Roma, Palazzo delle Esposizioni di Roma, Biennale di Venezia, Städtische Galerie im Lenbachhaus di Monaco di Baviera, Palais des Beaux-Arts di Bruxelles, Centre Pompidou di Parigi, Solomon R. Guggenheim Museum di New York, ecc.

### Elenco Mostre

#### 1998
- Collezione Permanente, Centro per l'Arte Contemporanea Luigi Pecci, Prato dal 26 giugno

#### 1999
- Collezione Permanente, Museo d'Arte Contemporanea, Castello di Rivoli (Torino), dal 23 marzo
- Contrappunti - Burri, Bacon, Beuys, Museo d'Arte Contemporanea, Palazzo delle Papesse, Siena, dal 18-12-1999 al 5-3-2000

#### 2000
- Burri inedito, Città di Castello - Ex Seccatoi del Tabacco, dal 23 giugno al 19 novembre
- Alberto Burri, Municipal Museum of Art di Toyota, dal 5 giugno al 20 agosto
- Mitici Sessanta, Complesso Monumentale di San Giovanni, Catanzaro, dal 15 settembre al 12 novembre
- 4 temps, 4 aspects de l'art italien du XXe siècle, Galerie d'art du Conseil Général, Aix-en-Provence, dal 18 ottobre al 31 dicembre
- Novecento. Arte e storia in Italia, Scuderie Papali al Quirinale, Roma, dal 29 dicembre 2000 al 6 maggio 2001
- La aventura de la materia: una línea italiana del Futurismo al Láser, La Virreina Exposicions, Institut de Cultura de Barcelona - Barcelona (Spagna), dal 29 novembre 2000 al 14 gennaio 2001
- 2000 Anni luce, Musei Civici, Reggio Emilia, dal 10 novembre 2000 al 31 gennaio 2001

#### 2001
- Un sistema periodico, da Amedeo Avogadro a Primo Levi, Palazzo degli Archivi di Corte, Torino, dal 22 marzo al 13 maggio
- Belvedere italiano. Linee di tendenza dell'arte italiana 1945-2001, Centro Arte Contemporanea Castello Ujazdowski, Varsavia, dal 15 giugno al 31 luglio
- Oltre la superficie.  Attraversamento, estroflessione, disseminazione, Rocca Paolina, Perugia, dal 14 luglio al 2 settembre
- La vertigine della non forma, Museo Cantonale d'Arte, Lugano, dal 28 settembre 2001 al 6 gennaio 2002
- Burri, Chiostri di San Domenico, Reggio Emilia, dal 15 novembre 2001 al 7 gennaio 2002

#### 2002
- Afro Burri Marca Relli, Galleria Niccoli, Parma, dal 18 maggio al 20 luglio
- Afro Burri Fontana, Museo d'Arte Moderna di Fukuyama, Giappone, dal 6 aprile al 26 maggio 2002
- Afro Burri Fontana, Museo Nazionale di Osaka, dal 6 giugno al 21 luglio
- Le stanze dell'arte.  Figure e Immagini dell'arte del XX secolo, M.A.R.T., Museo d'Arte Moderna e Contemporanea di Trento e Rovereto, dal 14 dicembre 2002
- Temi e variazioni, Fondazione Peggy Guggenheim, Venezia, dal 9 maggio al 24 giugno
- Omaggio a Gian Tomaso Liverani, Galleria Comunale d'Arte, Faenza, dal 28 settembre 2002 al 7 gennaio 2003
- La famiglia in Italia. Momenti di storia e immagini del XX secolo, Museo del Corso, Roma, dal 21 novembre 2002 al 9 marzo 2003

#### 2003
- Pittura/Painting: Da Rauschenberg a Murakami, 1964-2003, Museo Correr, Venezia, dal 15 giugno al 2 novembre
- I “neri” di Burri (mostra personale), Palazzo Liceo Saracco (opere singole) e spazio Ex Caimano (opere multiple), dal 19 luglio al 14 settembre 2003
- La Creazione ansiosa, Galleria d'Arte Moderna, Palazzo Forti, Verona, dal 12 settembre 2003 all'11 gennaio 2004
- Futuro Italiano, Palazzo Justus Lipsius, Bruxelles, dal 12 novembre 2003 al 15 dicembre 2004
- Burri. Tutta la Grafica, dal 10 ottobre 2003 al 30 giugno 2004
- Alberto Burri, Foyer dell'Auditorium in Roma, dal 20 ottobre 2003 al settembre 2005

#### 2004
- Esposizione del pannello n. 1 del ciclo Architetture con cactus, del 1991, presso la Triennale di Milano, dal 10 al 30 maggio.
- Terra di Maestri. Artisti umbri del Novecento, 1946-1959, a cura di Antonio Carlo Ponti e Fedora Boco. Villa Fidelia Spello (Perugia) dal 7 aprile al 12 settembre
- Periplo del Mediterraneo – Maestri e nuove espressioni fra Genova e Istanbul, a cura di Maurizio Calvesi e Marisa Vescovo, Museo dell'Accademia di Genova dal 6 maggio al 4 luglio
- Monocromos. Variaciones sobre el tema. De Malevich al presente, Museo Nacional Centro de Arte Reina Sofía, Madrid dal 15 giugno al 6 settembre
- Arti & Architettura, 1900-2000, a cura di Germano Celant, Palazzo Ducale, Genova dal 2 ottobre 2004 al 9 gennaio 2005
- Personale di opere grafiche, Casa Natale di Raffaello, Urbino, dal 27 novembre 2004 al 9 gennaio 2005

#### 2005
- Prima di Burri e con Burri, Pinacoteca Comunale Città di Castello. Sez. Arte Contemporanea, dal 12 marzo al 12 giugno
- Scultura italiana del XX Secolo, Fondazione Arnaldo Pomodoro - Milano, dal 22 settembre 2005 al 15 gennaio 2006
- Burri Fontana Manzoni, Tate Modern Gallery - Londra, dal 12 marzo 2005 al 28 febbraio 2006
- Alberto Burri. Gli artisti e la materia 1945-2004, Scuderie Papali al Quirinale, Roma, dal 17 novembre 2005 al 16 febbraio 2006
- Part Object Part Sculpture, Wexner Art Center di Columbus (Ohio) - U.S.A., dal 28 ottobre 2005 al 19 febbraio 2006
- Arte Italiana del ‘900. Da Boccioni a Fontana, Museo Ermitage di San Pietroburgo, dal 18 febbraio al 24 aprile

#### 2006
- Afro & Italia – America, InContri e Confronti, Udine - Galleria d'Arte Moderna Chiesa di San Francesco; Pordenone - Museo Civico d'Arte Palazzo Ricchieri, dal 25 novembre 2006 al 19 marzo 2007
- Alberto Burri: La Sezione Aurea dei Cellotex, Milano - Fondazione Luciana Matalon, dal 25 novembre 2006 al 31 gennaio 2007
- Italia Nova une aventure de l'art italien 1900-1950, Parigi - Galeries nationales du Grand Palais, dal 5 aprile al 3 luglio
- Alberto Burri, Madrid - Museo Nacional Centro de Arte Reina Sofía, dal 14 marzo al 29 maggio
- Turner Monet Pollock. Dal Romanticismo all'Informale. Omaggio a Francesco Arcangeli, Ravenna - Loggetta Lombardesca, dal 19 marzo al 23 luglio
- Fontana Burri Afro. Gesto materia colore, aspetti della cultura italiana del secondo '900, Mazzoleni Arte Moderna, Torino, dal 3 febbraio al 21 aprile
- I Cellotex nell'autobiografia di Burri, Galerie Sapone, Arte Fiera, Bologna, dal 26 al 30 gennaio

#### 2007
- Alberto Burri, Mitchell-Innes & Nash, New York, dal 29 novembre 2007 al 19 gennaio 2008
- Collage/Collages dal Cubismo al New Dada, GAM Galleria Civica d'Arte Moderna e Contemporanea, Torino, dal 9 ottobre 2007 al 6 gennaio 2008
- Burri opere 1949-1994. La misura dell'equilibrio, Traversetolo (Parma) - Fondazione Magnani Rocca, dall'8 settembre al 2 dicembre
- Surrealism and Art – Image and Reality, Utsunomiya Museum of Art, Utsunomiya (Giappone), dal 21 aprile al 17 giugno
- Surrealism and Art – Image and Reality, Toyota Municipal Museum of Art, Toyota (Giappone), dal 3 luglio al 17 settembre
- Surrealism and Art – Image and Reality, Yokohama Museum of Art, Yokohama (Giappone), dal 29 settembre al 9 dicembre
- Artempo – where time becomes art, Palazzo Fortuny, Venezia, dall'8 giugno al 7 ottobre
- Inediti storici su Piero. Le opere pittoriche e il de Prospectiva pingendi, Sansepolcro (Arezzo) - Palazzo Collacchioni, dal 15 aprile al 30 settembre
- Living in the Material World: “Things” in Art of the 20th Century and Beyond, The National Art Center, Tokyo, dal 21 gennaio al 19 marzo

#### 2008
- Burri opere 1949-1994. La misura dell'equilibrio, Traversetolo (Parma) - Fondazione Magnani Rocca, dall'8 settembre al 2 dicembre
- Arte Aniconica in Umbria, Galleria delle Arti, Città di Castello, dal 20 settembre al 20 novembre
- 20 Maestri dalla Collezione Farnesina, Aeroporto di Malpensa, Milano, dal 10 agosto 2008 al 7 gennaio 2009
- Alberto Burri, Fondazione La Triennale, Milano, dall'11 novembre 2008 all'8 febbraio 2009
- Repartir à zéro, Starting from scratch, Musée des Beaux-Arts, Lyon, dal 22 ottobre 2008 al 2 febbraio 2009